# Титлянова, Аргента Антониновна
Аргента Антониновна Титлянова (род. 14 августа 1929, Благовещенск, РСФСР, СССР) — советский и российский учёный, эколог, доктор биологических наук, профессор, с 1974 года до 1999 заведовала лабораторией биогеоценологии Института почвоведения и агрохимии СО РАН
Является автором метода определения полной чистой первичной продукции в травяных экосистемах и расчета минимальной полной продукции.
С начала 80-х годов её научные интересы были сосредоточены на изучении сукцессий в травяных экосистемах.

## Биография
Родилась 14 августа 1929 года в городе Благовещенск. Мать — Лебедева Евгения Григорьевна (1905—1997), отец — Титлянов Антонин Андреевич (1901—1972).
Евгения Григорьевна родилась в Чите в семье Григория Яковлевича Лебедева и его жены Агнии Андроновны Лебедевой. В Чите училась в гимназии. В 1923 году поступила в Дальневосточный университет (Владивосток), который окончила в 1928 году по специальности «агроном». Работала агрохимиком на опытной станции в Благовещенске. Кандидат сельскохозяйственных наук (1955), кавалер ордена «Знак почёта».
Трудовой путь: Амурская сельскохозяйственная опытная станция, Камчатская областная опытная станция, Ярцевский опытный пункт, Ханты-Мансийская опытная станция, затем, до конца жизни – Горно-таёжная станция Дальневосточного отделения Академии наук СССР. Скончалась на 92 году жизни, похоронена на кладбище Горно-таёжной станции. В своей книге «История одной сибирской семьи» А. А. Титлянова подробно рассказывает о своей маме.
Антонин Андреевич родился в 1901 году в г. Акша (Читинская область). Учился в сельской школе, в 12 лет его взяла на воспитание тётя (старшая сестра матери), проживавшая в Чите. Её муж был казачьим унтер-офицером (урядником) именно он определил Антонина Андреевича в казачью школу, где тот получил «казацкое воспитание», чем очень гордился: прекрасно ездил верхом, прекрасно стрелял. В 17 лет овладел телеграфным делом.
Когда в Читу вошёл атаман Семёнов и казачество Читы примкнуло к белому движению, Антонин ночью ускакал к матери в село, этой же ночью мать отвела его к партизанам. Далее он сражался с красными партизанами против семёновцев. В 1920 году поступил на рабфак. Учился на рабфаке и закончил его в 1922 г. В том же году, продолжая работать на телеграфе, поступил на агрономический факультет Института народного образования в Чите. В 1923 г. агрономический факультет был переведен во Владивосток и включен в Дальневосточный университет и в связи с переездом во Владивосток Антонин увольняется с телеграфа.
Учёный-биолог: физиология растений. Кандидат сельскохозяйственных наук. Работал старшим научным сотрудником Горно-таёжной станции Дальневосточного филиала АН СССР, был учёным секретарём и членом Всесоюзного Ботанического общества с 1956 года. В 1961 г. он получил приглашение занять кафедру биологической и органической химии в сельскохозяйственном Институте г. Благовещенска. Умер в 1972 году в Благовещенске, похоронен на городском кладбище. В своей книге «История одной сибирской семьи» А. А. Титлянова подробно рассказывает о своём отце.
В 1934 году Аргента Антониновна вместе с родителями уехала на Камчатку на опытную станцию, где работали её родители. 1 сентября 1937 года поступила в школу в с. Мильково (Камчатка), где закончила первые три года средней школы. В 1940 году семья переезжает в г. Чкалов (Оренбург), где родился брат Аргенты Антониновны - Эдуард. С 1941 года семья живёт в селе Ярцево, где Аргента Антониновна окончила среднюю школу с серебряной медалью. Это дало возможность поступить без экзаменов на химический факультет Ленинградского университета.

## Образование
В 1947 году окончила с серебряной медалью школу в селе Ярцево и поступила в Ленинградский Университет (СПбГУ). Научной работой начала заниматься уже на первом курсе в лаборатории доцента С. М. Арии где изучала химию веществ сложного переменного состава.
Была определена на спецфак химического факультета и с 4 курса работала в Радиевом институте им. В. Г. Хлопина под руководством профессора Гребенщиковой Веры Ильиничны – одной из создателей осадительной технологии получения оружейного плутония. Дипломная работа была посвящена соосаждению плутония с другими химическими элементами.

## Научная деятельность
В 1952 году после окончания университета была направлена по распределению в «Атомный проект» (п/я 0215), где работала старшим лаборантом – младшим научным сотрудником до 1955 года.
Первый год на объекте она работала в химическом отделе под руководством нобелевского лауреата, профессора Отто Гана в Лаборатории «Б» Управления НКВД СССР (пос. Сунгуль, Челябинской области), научным руководителем которой был Николаус Риль. С 1953 года работала в радиохимическом отделе под руководством д. х. н. профессора Сергея Александровича Вознесенского.
С 1955 года по 1964 год работала в лаборатории биофизики Уральского филиала АН СССР под руководством Николая Владимировича Тимофеева-Ресовского. Именно здесь Аргента Антониновна прошла путь от учёного-химика к учёному-биологу. Будучи химиком, она присоединилась к проекту по изучению распределения химических элементов, маркируемых радионуклидами, по компонентам биосферы. В эти годы, под влиянием Н. В. Тимофеева-Ресовского, она прочитала труды В. И. Вернадского и поняла, что хочет заниматься изучением поведения химических элементов не в пробирке, а в природе.
В 1964 году в связи с переездом Н. В. Тимофеева-Ресовского в Обнинск, Аргента Антониновна уезжает в Новосибирский Академгородок.
В 60-е годы Миассово был интеллектуальным центром, туда приезжали лучшие учёные страны, именно там А. А. Титлянова познакомилась с А. А.Ляпуновым. По приезде в Академгородок Алексей Андреевич познакомил А. А. Титлянову с Д. К. Беляевым (директором ИЦИГа, членом Президиума АН СССР и заведующим кафедрой цитологии и генетики в НГУ), который предложил Аргенте Антониновне занять должность заместителя декана ФЕНа (Факультета естественных наук) в НГУ.
С 1964 года по 1971 годы А. А. Тилянова работает заместителем декана ФЕН.
Летом 1965 года Аргента Антониновна поехала в свою первую экспедицию в Даурские степи на стационар института географии у ст. Харанор в Забайкалье. С этого времени начинается её научный путь в экологии.
В 1966 году выходит её первая статья в соавторстве с почвоведом С. А. Коляго.
С 1967 года начинает работать на стационаре «Карачи» института почвоведения СО АН СССР. Стационар «Карачи» под руководством Р. В. Ковалёва и Н. И. Базилевич был создан для участия в программе МБП (Международная Биологическая Программа). Здесь Наталья Ивановна Базилевич учит Аргенту Антониновну всем премудростям полевой работы.
В это же время Титлянова совместно с А. А. Ляпуновым разрабатывают системный подход к изучению обменных процессов в экосистеме. Так полевая практика и теоретические работы сходятся воедино.
С 1972 года работает в Институте почвоведения и агрохимии СО РАН.

### Основные научные публикации
- Титлянова А. А., Махонина Г. И., Молчанова И. В., Субботина Е. Н., Тимофеев-Рессовский Н. В., Тюрюканов А. Н. Опыт экспериментального исследования распределения радиоизотопов в естественных биогеоценозах // ДАН СССР. – 1960, №2, т. 133.
- Титлянова А. А. Изучение биологического круговорота в биогеоценозах. – Методическое руководство. – 1971.
- Титлянова А. А. Учение о биосфере (глава в учебнике). – Учебное пособие «Биология». – 1973.
- Титлянова А. А., Ляпунов А. А. Применение системного подхода к описанию обменных процессов в ландшафте. - Материалы Международного симпозиума «Содержание и предмет комплексного исследования ландшафта». – 1973.
- Титлянова А. А., Базилевич Н. И. Изучение обменных процессов в биогеоценозе // Программа и методы биогеоценологических исследований. – 1974.

### Монографии
- Титлянова А. А. Биологический круговорот углерода в травяных биогеоценозах. - Новосибирск: Наука. - 1977.
- Титлянова А. А. Биологический круговорот азота и зольных элементов в травяных биогеоценозах. – Новосибирск: Наука. – 1979.
- Титлянова А. А., Тихомирова Н. А., Шатохина Н. Г. Продукционный процесс в агроценозах. – Новосибирск: Наука. – 1982.
- Титлянова А. А., Кирюшин В. И., Охинько И. П. и др. Агроценозы степной зоны.  – Новосибирск: Наука. – 1984.
- Титлянова А. А., Мордкович В. Г., Шатохина Н. Г. Степные катены. – Новосибирск: Наука. – 1985.
- Титлянова А. А., Базилевич Н. И., Снытко В. А. и др.  Биологическая продуктивность травяных экосистем. - Новосибирск:  Наука. - 1988.
- Титлянова А. А., Тесаржова М.  Режимы биологического круговорота. – Новосибирск: Наука. – 1991.
- Титлянова А. А., Афанасьев Н. А., Наумова Н. Б. и др.  Сукцессии и биологический круговорот. Новосибирск: Наука.  – 1993.
- Титлянова А. А., Косых Н. П., Миронычева-Токарева Н. П., Романова И. П. Подземные органы растений в травяных экосистемах. – Новосибирск: Наука. – 1996.
- Гаджиев И. М., Королюк А. Ю, Титлянова А. А. и др.  Степи Центральной Азии. Новосибирск: Изд-во СО РАН.[8] – 2002.
- Базилевич Н. И., Титлянова А. А. Биотический круговорот на пяти континентах: азот и зольные элементы в природных наземных экосистемах[9]. – Новосибирск: Изд-во СО РАН. – 2008.
- Титлянова А. А., Шибарева С. В. Подстилки в лесных и травяных экосистемах[10]. – Новосибирск: Изд-во СО РАН. – 2012.
- Титлянова А. А., Самбуу А. Д. Сукцессии в травяных экосистемах. – Новосибирск: Изд-во СО РАН[11]. – 2016.

## Семья
В 1953 году вышла замуж за Николая Михайловича Макарова, с которым познакомилась во время работы на объекте (п/я 0215). Николай Михайлович работал в отделе биофизики под руководством Н. В. Тимофеева-Ресовского. В 1954 году родила дочь — Елену Николаевну Макарову.
В 1955 году Аргента Антониновна перешла в группу биофизики и в этом же году часть лаборатории Н. В. Тимофеева-Ресовского переезжает в Ильменский заповедник, где на берегу оз. Большое Миассово создается биостанция — подразделение лаборатории. Титлянова с семьёй переезжает на биостанцию, где в 1956 году родила сына Дмитрия.
С 1964 года живёт в Новосибирском Академгородке. У Аргенты Антониновны 4 внуков, 6 правнуков.

## Художественные произведения
История художественных книг начинается с истории архива Н. В. Базилевич, который она завещала А. А. Титляновой. Архив был огромен и весь хранился в Москве, после смерти Натальи Ивановны его рассортировали на две части — почвенная часть, которую передали в Институт почвоведения (Москва), вторая часть, связанная с продуктивностью и экологией, была привезена в Новосибирск. Вторая часть архива весила более 80 кг. Более двух лет А. А. Титлянова и две сотрудницы лаборатории разбирали вторую часть архива, он был рассортирован и оцифрован.
В 1995 году Аргента Антониновна пообещала Наталье Ивановне, что на основе их общих архивов она напишет книгу. Только в 2002 году А. А.Титлянова приступила к написанию книги «Биотический круговорот на пяти континентах». Огромное количество данных, таблиц, цифр утомляли автора, так что единственным отдохновением было чтение стихов Бориса Пастернака. Тогда Аргента Антониновна заметила, что в  стихах Пастернака «живёт» огромное число растений, она их все выписала и составила ботанический список.
В это же время из института повышения квалификации учителей к Титляновой обратились с просьбой написать книгу, которая объединила бы природу и поэзию. Именно тогда пришла идея написать книгу о ботанической ризнице Бориса Пастернака. Книга прекрасно иллюстрирована фотографиями деревьев, которые были сделаны профессиональным фотографом, а растения и цветы фотографировали ботаники. Книга издана издательством «Фолиум» в 2008 году, с тех пор все художественные книги Титляновой издаются «Фолиумом».
В конце 2011 года вышла книга «История одной сибирской семьи», которую автор описывает так: «Как всякая русская, тем более сибирская, семья моя включала людей разных национальностей, религий и разного образа жизни. Члены семьи в своей деятельности создавали новую общность, но и наследовали черты предков. Эти черты, имеющие общие родовые корни, проявлялись в разных поколениях то в одном, то в другом человеке.
Вторая причина, побудившая меня взяться за перо – отражение истории страны в истории семьи. Покорение Сибири, создание забайкальского казачества, революция, гражданская война, годы строительства СССР, отечественная война, потери сыновей, восстановление страны, подъем её науки, годы застоя, перестройка, развал СССР, смена ценностей – все прошло через нашу семью и оставило в ней свой след. Отражение истории страны в истории семьи – вот вторая тема, которая меня интересовала.
Книга написана для семьи, для её будущих поколений и для архивов, хранящих память о прошлом.»
В 2015 году вышла книга «Старый дневник», в которой описаны всего несколько месяцев из жизни А. А.Титляновой и её друзей, это первое «мирное» лето, шёл 1946 год.
Последние три книги иллюстрированы другом семьи — замечательным армянским художником Рубеном Габриэляном. Аргента Антониновна познакомилась с Рубеном Исроэловичем в Челябинске и пригласила его приехать на биостанцию в Миассово, с тех пор и до смерти художника в 2015 году они оставались большими друзьями.
В 2017 году вышла книга «Что мы помним о своём детстве?» — повести и рассказы. В этой книге описаны самые ранние воспоминания Аргенты Антониновны, годы проведённые на Камчатке (1934—1940).
«Дремучее царство растений» Бориса Пастернака глазами ученого-эколога. М.: ФОЛИУМ,  — 2008.
Рассыпанные  страницы. — М.: ФОЛИУМ, 2009. — 386 с.
История одной сибирской семьи. — М.: ФОЛИУМ, 2011. — 164 с.
Старый дневник. — М.: ФОЛИУМ, 2015. — 284 с.
Что мы помним о своем детстве? Повесть. Рассказы. — М.: ФОЛИУМ, 2017. — 146 с.

## Награды
- Медаль ордена «За заслуги перед Отечеством» II степени (2008)[16].